# Guido Della Valle
Guido Della Valle (Bologna, 31 maggio 1894 – 21 ottobre 1915) è stato un calciatore italiano di ruolo difensore e portiere.
È stato uno dei fondatori e vice-presidente del Bologna.

## Biografia
Cresciuto nel vivaio del Vicenza, ritorna successivamente nella sua città natale, Bologna, per partecipare alla nascita del club. Viene nominato vice-presidente il 3 ottobre 1909.
Difensore particolarmente versatile, ha ricoperto tutti i ruoli, perfino quello del portiere, in ben due occasioni (subendo, in totale, 9 gol).
Nel 1914 si trasferisce a Torino per entrare a far parte dell'esercito italiano.
Morirà l'anno seguente nel corso della prima guerra mondiale.
È sepolto nella Sala del Colombario della Certosa di Bologna.